# 徐準 (會稽)
徐準（？—1646年9月4日（隆武二年七月二十六日）），字式平，紹興府會稽縣人，明朝、南明軍事人物。

## 生平
徐準年輕時入遼寧幕府前，轉為跟隨楊嗣昌、丁啟睿軍隊。他被李自成軍隊抓拿，被任命在襄陽任職；不久李自成敗退，他就捉住蘭山知縣來儀逃到歸德與丁啟睿見面，並用計擒拿通許和太康的偽縣令。丁啟睿命令徐準的兒子到南京獻俘，他則向朝廷呈上《寇情疏》及《用間十二策》。適逢保寧王朱紹𬉺來到，對他說出不屈服的意思，於是獲授開封同知贊畫軍前，聯絡黃河的土寨。後來徐準跟從史可法軍隊，調停高傑和黃得功鬥爭，又前往廬州聯絡西江，陞任工部員外郎。不久他投降清朝，到衢州招撫，被張鵬翼所殺。

## 引用
1. 1 2  錢海岳《南明史·卷八十五·列傳第六十一》：（隆武二年）七月二十六日，清兵至。（張鵬翼）自守三門，斬招撫徐準，出戰屢捷。
2. 1 2  錢海岳《南明史·卷三十八·列傳第十四》：（徐）準，字式平，會稽人。少入遼寧幕前，轉從（楊）嗣昌、丁啟睿軍。為李自成所執，詭任職襄陽。會自成敗，絜蘭山知縣來儀遁歸德，見啟睿，計禽通許太康令。
3. ↑  錢海岳《南明史·卷三十八·列傳第十四》：啟睿命其子獻俘南京，而使準上《寇情疏》及《用間十二策》。會保寧王紹𬉺至，言準不屈狀，授開封同知贊畫軍前，請聯絡河上土寨。後從可法軍，調停傑、得功之爭，移廬州，聯絡西江，陞工部員外郎。降清，招撫衢州，為張鵬翼所誅。